# Ivan Kentijski
Sveti Ivan Kentijski (lat.: Joannis Cantii, polj.: Jan z Kęt / Jan Kanty) (Kety, 23. lipnja 1390. – Krakov, 24. prosinca 1473.), poljski svetac. 

## Životopis
Rodio se 23. lipnja 1390. u Poljskoj u pobožnoj obitelji od roditelja Stanislava i Ane. Na sveučilištu u Krakovu je završio filozofiju, te ubrzo postao profesor. Jedno je vrijeme radio i kao župnik. Hodočastio je u Jeruzalem i četiri puta pješice u Rim.
Umro je uoči Božića 1473., a pokopan je u crkvi sv. Ane u Krakovu.

## Štovanje
Svetim ga je proglasio papa Klement XIII., 1767. godine. Posebno ga slave sjemeništarci i klerici-studenti, a poljski emigranti rado ga zazivaju kao zagovornika u nevoljama. Njegov spomendan nalazio se u Rimskom kalendaru na dan 20. listopada, a po novoj reformi kalendara premješten je na 23. prosinca.
Smatra se i zaštitnikom lopova. Prema jednoj predaji, za vrijeme jednog od svojih hodočašća u Rim, napali su ga i opljačkali razbojnici. Na njihovo pitanje ima li još kakvih skrivenih vrijednosti kod sebe odgovorio je niječno. Ali, nakon što su razbojnici otišli, u odjeći je otkrio nekoliko kovanica. Potrčao je za njima i ispričao im se jer im nije rekao istinu. Pljačkaši su bili toliko dirnuti da su mu vratili ono što su mu oduzeli i obećali da će promijeniti svoje živote.

## Vanjske poveznice
Mrežna mjesta
- Sveti Ivan Kentski  Arhivirana inačica izvorne stranice od 24. prosinca 2015. (Wayback Machine), životopis svetog Ivana Kentijskog na portalu sveci.net